# Distretto di Natore
Il distretto di Natore è un distretto del Bangladesh situato nella divisione di Rajshahi. Si estende su una superficie di 1900,19 km² e conta una popolazione di 1.706.673 abitanti (censimento 2011).

## Suddivisioni amministrative
Il distretto si suddivide nei seguenti sottodistretti (upazila):
- Gurudaspur
- Natore Sadar
- Baraigram
- Bagatipara
- Lalpur
- Singra
- Naldanga